# Телефон 112 в България
Телефон 112 е телефон за спешни случаи в България.

## История
Въвеждането на Единния европейски номер за спешни повиквания (ЕЕНСП) 112 е ангажимент, поет от България във връзка с присъединяването ѝ към ЕС. В рамките на съюза въвеждането му става с Директива 2002/20/ЕО на Европейския парламент и на Съвета на Европа и от 2008 г. телефон 112 функционира в 27-те държави членки.
Преговорите на България с ЕС по Глава 19 „Телекомуникации и информационни технологии“, в която е и изискването за ЕЕНСП 112, започват през 1997 г. В периода 1997 – 2005 г. изработването на проект на системата 112 е възлаган последователно на БТК, ДА „Гражданска защита“, Министерство на транспорта и съобщенията и ДАИТС, но без успех.
В края на 2005 г. е създадена междуведомствена работна група със задача да подготви „Концепция за изграждане и внедряване на Национална система за спешни повиквания с Единен европейски номер 112“. Проектът на Концепцията е приет от МС през януари 2006 г., а Съветът по европейски въпроси одобрява предоставянето на финансови средства за пилотен проект и за изграждане на Национална система 112 на Министерството на държавната политика при бедствия и аварии. Създадена е работна група под председателството на заместник министър-председателя и министър на държавната политика при бедствия и аварии със задача да изготви проект на Програма за внедряване на НССПЕЕН-112.
След проведен конкурс, през декември 2006 г. министърът на държавната политика при бедствия и аварии сключва договор с фирма-изпълнител за изграждане на пилотен проект на център за спешни повиквания 112. Съветът по координация, контрол и изпълнение на инфраструктурни проекти с национално значение приема решение ДАИТС да използва Национална електронна съобщителна мрежа, която да осигури свързаност и обмен на данни между всички централни и териториални органи на изпълнителната власт за нуждите на електронното управление. Сформирана е междуведомствена работна група, която съгласува конкретни технически и организационни въпроси по стартирането на пилотния проект и за работата на системата в национален мащаб, която продължава да действа до пълното изграждане на системата.
Пилотният център в столицата е въведен в експлоатация през юни 2007 г. и обслужва повиквания на територията на град София. На заседание на 9.08.2007 г. МС приема Постановление за въвеждане на НССПЕЕН 112, с което определя целта, случаите, при които исканата помощ се определя като „спешна“, съставните части на НССПЕЕН-112, структурирането на центровете в МДПБА, основните им функции и националните служби за спешно реагиране. До септември 2007 г. ДАИТС осигурява оптична свързаност между София и 18 областни градове и продължава нейното изграждане до останалите областни градове, а Дирекция „Стратегическо планиране и управление“ – МС осигурява свързаност на останалите областни градове.
През октомври 2007 г. МС приема Решение за определяне и поетапно изграждане на центрове за приемане на спешни повиквания към ЕЕНСП на България, техният брой, местоположение и етапност на изграждане. Изработен е Правилник за организацията и дейността на центровете 112. НС одобрява разпределението на допълнителните бюджетни кредити за включените в системата 112 министерства и ведомства.
С Постановление на МС от 17.04.2008 г. са осигурени необходимите щатни бройки за функционирането на Националната система за спешни повиквания в България. Персоналът в районните центрове 112 е назначен и обучен от експерти на МДПБА. Телефонът има пълно национално покритие от 8:00 ч. на 30 септември 2008 г. и функционира успоредно със съществуващите дотогава национални номера за спешни повиквания 150, 160, 165 и 166. В края на 2008 г. е приет Закон за Националната система за спешни повиквания с единен европейски номер 112. На 2 юни 2010 г. Министерският съвет взе решение да пренасочи спешните повиквания от телефоните 150, 160 и 166 към ЕЕНСП 112.

## Описание
Тази високо технологична система осигурява бърз и безплатен достъп до всички служби за спешно реагиране. На телефон 112 може да бъде потърсена помощ при пожари, наводнения, спешни медицински случаи, ураганни ветрове, земетресения, пътнотранспортни произшествия, промишлени аварии и други замърсявания, радиация, зимни бури, съмнения за антракс и други биологични агенти.
Системата оптимизира времето за реакция и подобрява координацията между различните служби.
Телефон 112 е предназначен за инциденти, застрашаващи здравето, живота, сигурността и имуществото на гражданите. Той не е информационен телефон.
Телефон 112 в България има национален символ, избран с конкурс в конкуренцията на 120 проекта на 53 автори.

### Архитектура
ЕЕНСП е достъпен от всяка точка на страната. Архитектурата му включва шест районни центъра, разположени в градовете София, Русе, Варна, Монтана, Кърджали и Бургас.
Първият център 112-София стартира работа през юли 2007 г. и първоначално обслужва повиквания от София. От 4 юли 2008 г. услугата става достъпна и за жителите на областите София, Перник, Кюстендил и Благоевград. От 3 юли 2008 г. започва работа център 112-Русе, който обслужва областите Велико Търново, Габрово, Разград, Русе и Силистра. На 28 август 2008 г. е даден старт на центровете 112 в Монтана и Бургас, които обслужват жителите на областите Монтана, Враца, Видин, Плевен, Ловеч, Бургас, Сливен, Стара Загора и Ямбол. С откриването на районните центове 112 в Кърджали и Варна на 30 септември 2008 г. изграждането на националната система 112 е финализирано.

### Обхват
В системата 112 са включени:
- Министерството на вътрешните работи
- Полиция, Пожарна безопасност и спасяване и Гражданска защита;
- Министерството на здравеопазването;
- Спешна медицинска помощ и Национален медицински координационен център;
- Министерството на транспорта;
- Морска администрация „Морско спасяване“ и Български червен кръст;
- Планинска спасителна служба.

### Технология на обслужване
Повикванията към телефонен номер 112 се приемат от оператори, които работят по утвърдена инструкция за определяне истинността на сигнала. Когато постъпи обаждане за реален инцидент, операторът попълва електронен картон, в който отбелязва име, точен адрес и телефон, на обаждащия се, място и вид на инцидента, брой на пострадалите и други важни данни. Данните се регистрират с кратки уточняващи въпроси и по този начин информацията от обаждащото се лице се събира много бързо. Конкретният случай веднага се предава по електронен път към съответната служба за спешно реагиране, която изпраща екип на мястото на инцидента.
След като службите се задействат, в център 112 постъпва обратно информация какво се случва на мястото на събитието и колко екипа са изпратени. Тази информация се следи и анализира от координатори.

## Предимства
- Бързина – Системата е напълно автоматизирана. Приетият сигнал се предава към службите за спешно реагиране за секунди. Телефон 112 осигурява бърза и едновременна намеса на няколко служби за спешно реагиране, когато инцидентът изисква тяхната намеса.
- Локализация – Данните за местоположението на повикващия се предоставят от телекомуникационните оператори. В центровете 112 се получава информация за местоположението на повикващия автоматично при приемане на повикването от оператор (call taker), чрез „push“ метод. Точността за мобилните оператори е на ниво клетка.
- Достъпност – 112 е денонощен, достъпен от всяка точка на страната и безплатен. Набира се без код и при заключена клавиатура.
- Системата включва възможност за проследяване на случаите и информация за приключилото събитие.
- Сигналите се приемат и обслужват на български и на най-разпространените в ЕС езици – английски, немски и френски, както и на езиците на съседните ни държави.
- Системата изключва възможността повикващия да не бъде обслужен. В случай, че няма свободни оператори в център 112, който обслужва съответната територия, обаждането се пренасочва автоматично към друг център, без това да влияе на качеството и бързината на услугата.
- Системата е 100% хомогенна, което прави възможно всеки център да приема повиквания от всяка точка в страната.
- Улеснява хората, защото в извънредна ситуация трудно се ориентират кой от старите спешни номера 150, 160, 165 или 166 да изберат. Системата пести време и средства на хората, като им гарантира бърза и адекватна реакция на компетентните служби.